# Fabienne Deprez
Fabienne Deprez (* 8. Februar 1992 in Langenfeld) ist eine deutsche Badmintonspielerin, die 2013 Deutsche Meisterin im Dameneinzel war.

## Karriere
Fabienne Deprez wurde erstmals am 30. Dezember 2006 im Alter von 14 Jahren in der 1. Badminton-Bundesliga eingesetzt. Sie ist damit in Deutschland die jüngste je in dieser Klasse aktiv gewordene Akteurin. Auch im Bereich der Herren hat es bis heute (Stand: März 2011) niemanden gegeben, der in diesem Alter schon in der 1. Bundesliga spielte.
Obwohl Deprez 2007 Deutsche Meisterin im Dameneinzel der U19 wurde, wurde sie nicht in das Aufgebot für die U19-Jugendeuropameisterschaften in Völklingen berufen, da sie als Kaderspielerin nicht am Bundesstützpunkt der Damen in Mülheim an der Ruhr am Training teilnahm, sondern ihrem Heimatverein FC Langenfeld den Vorrang gab.
Ende Juli 2007 wurde jedoch ein Weg zur Zusammenarbeit gefunden, sodass Deprez nun offizielles Mitglied der U19-Nationalmannschaft ist. Erste Starts in der Nationalmannschaft waren die U19-Länderspiele im August 2007 sowie die Jugend-Weltmeisterschaften im Oktober 2007 in Neuseeland. Bei dieser WM erkämpfte sich Deprez mit ihrem Partner Philip Welker einen Platz in den Top Ten im Mixed.
2009 nahm Deprez an der Jugendweltmeisterschaft U19 im malayischen Alor Seta teil. Dabei konnte sie im Dameneinzel die Runde der besten 32 erreichen und verlor dabei nur knapp gegen Lu Chia-chien aus Taipeh.
In der Bundesliga verzeichnete sie mittlerweile regelmäßige Einsätze für ihren Verein.
Im Februar 2010 wurde Deprez überraschend für die Mannschaftseuropameisterschaft der Damen im polnischen Warschau nominiert und belegte dort den 3. Platz. Somit qualifizierte sich die deutsche Mannschaft für den Uber Cup 2010 in Kuala Lumpur an dem Deprez ebenfalls teilnahm, aber schon in der Vorrunde an Japan und Russland scheiterte.
Deprez konnte sich als einzige Vertreterin des Deutschen Badminton-Verbandes für die Olympischen Jugend-Sommerspiele 2010 in Singapur qualifizieren. Sie schied trotz zweier Siege zum Auftakt nach einer Niederlage gegen die Dänin Lene Clausen in der Vorrunde aus.
2012 konnte sie mit der deutschen Damennationalmannschaft die Goldmedaille bei der Mannschaftseuropameisterschaft in Amsterdam erringen, nachdem sie bereits 2011 mit U19-Mannschaft bei der Europameisterschaft in Vantaa gesiegt hatte.
2013 wurde Deprez mit dem Sieg über Carola Bott mit 21:18, 17:21, 21:15 im Finale der Deutschen Meisterschaft 2013 erstmals Deutsche Meisterin. 2014 unterlag sie Karin Schnaase im Finale und wurde Deutsche Vizemeisterin. 2014 konnte sie mit der deutschen Damennationalmannschaft die Bronzemedaille bei der Mannschaftseuropameisterschaft in Basel erringen. Zur Saison 2014/15 wechselte sie vom Zweitligisten FC Langenfeld zum Regionalligisten BV Gifhorn. 2015 musste sie sich Olga Konon im Finale geschlagen geben und wurde wiederum Deutsche Vizemeisterin.

## Vereine
- FC Langenfeld 2006 bis 2014
- BV Gifhorn seit 2014

## Trivia
In der Saison 2007/08 sorgte der Einsatz von Fabienne Deprez im Hinspiel des Play-off-Halbfinales dafür, dass der FC Langenfeld trotz des positiven Gesamtergebnisses von 9:7 gegen den 1. BC Beuel verlor. Beim Hinspiel, das 4:4 unentschieden endete, war Deprez nicht spielberechtigt. Die Partie wurde deshalb mit 8:0 für Beuel gewertet.

## Persönliches
Deprez legte 2011 ihr Abitur an der Luisenschule Mülheim an der Ruhr ab. Im Sommer 2011 absolvierte Deprez ihre Grundausbildung bei der Bundeswehr, wo sie Sportsoldatin ist und Betriebswirtschaft studiert.

## Erfolge
| Jahr | Disziplin                                                                                                   |
| ---- | --- |
| 2006 | Westdeutsche Meisterin im Mädchendoppel U 15 (mit Lisa Heidenreich, ebenfalls vom FC Langenfeld)            |
| 2006 | Westdeutsche Meisterin im Mixed U 15 (mit Timon Ufermann vom SC Bayer 05 Uerdingen)                         |
| 2007 | Badminton-Jugend-WM in Waitakere / Neuseeland: 9. Platz im Mixed mit Philip Welker                          |
| 2007 | Deutsche Jugendmeisterin im Dameneinzel U 19                                                                |
| 2007 | Deutsche Jugendmeisterin im Mixed U 17 (mit Nikolaj Persson vom TSV Trittau)                                |
| 2007 | Deutsche Jugendmeisterin im Mädchendoppel U 15 (mit Kathleen Ebersbach von BW Wittorf)                      |
| 2007 | Deutsche Jugendmannschaftsmeisterin U 19 mit dem FC Langenfeld                                              |
| 2007 | Westdeutsche Meisterin im Mädcheneinzel U 19                                                                |
| 2008 | Deutsche Jugendmeisterin im Dameneinzel U 19                                                                |
| 2008 | Finalistin Deutsche Jugendmeisterschaft im Mixed U 17 (mit Nikolaj Persson vom TSV Trittau)                 |
| 2008 | Finalistin Deutsche Jugendmeisterschaft im Mädchendoppel U 17 (mit Kathleen Ebersbach von BW Wittorf)       |
| 2009 | Finalistin Deutsche Jugendmeisterschaft im Mixed U 19 (mit Nikolaj Persson vom TSV Trittau)                 |
| 2009 | Finalistin Junioreneuropameisterschaft im Mixed U 19 (mit Jonas Geigenberger)                               |
| 2010 | Deutsche Jugendmeisterin im Dameneinzel U 19                                                                |
| 2010 | Deutsche Jugendmeisterin im Mixed U 19 (mit Richard Domke vom SV Fischbach)                                 |
| 2010 | Dritter Platz Deutsche Meisterschaft O19 Mixed (mit Mike Joppien vom FC Langenfeld)                         |
| 2010 | Dritter Platz Deutsche Meisterschaft O19 Dameneinzel                                                        |
| 2011 | Dritter Platz Junioreneuropameisterschaft Dameneinzel                                                       |
| 2012 | Mannschaftseuropameisterschaft in Amsterdam/Niederlande: 1. Platz mit der deutschen Damennationalmannschaft |
| 2013 | Deutsche Meisterin im Dameneinzel                                                                           |